# Agapetes angustifolia
Agapetes angustifolia là một loài thực vật có hoa trong họ Thạch nam. Loài này được (Knagg) Airy Shaw mô tả khoa học đầu tiên năm 1935.